# Moncrivello
Moncrivello is een gemeente in de Italiaanse provincie Vercelli (regio Piëmont) en telt 1437 inwoners (31-12-2004). De oppervlakte bedraagt 20,2 km², de bevolkingsdichtheid is 71 inwoners per km².

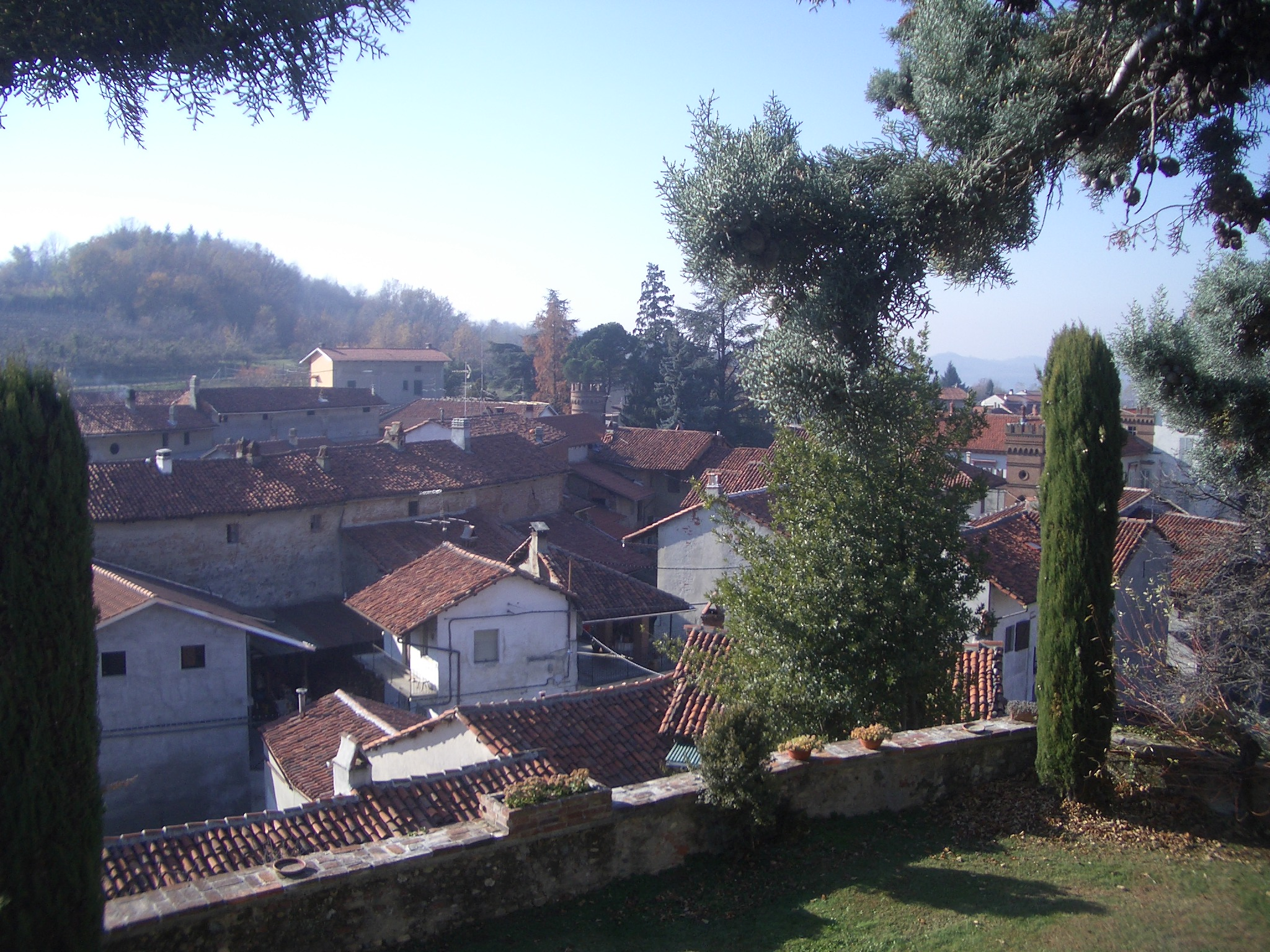
Uitzicht over Moncrivello vanaf het kasteel
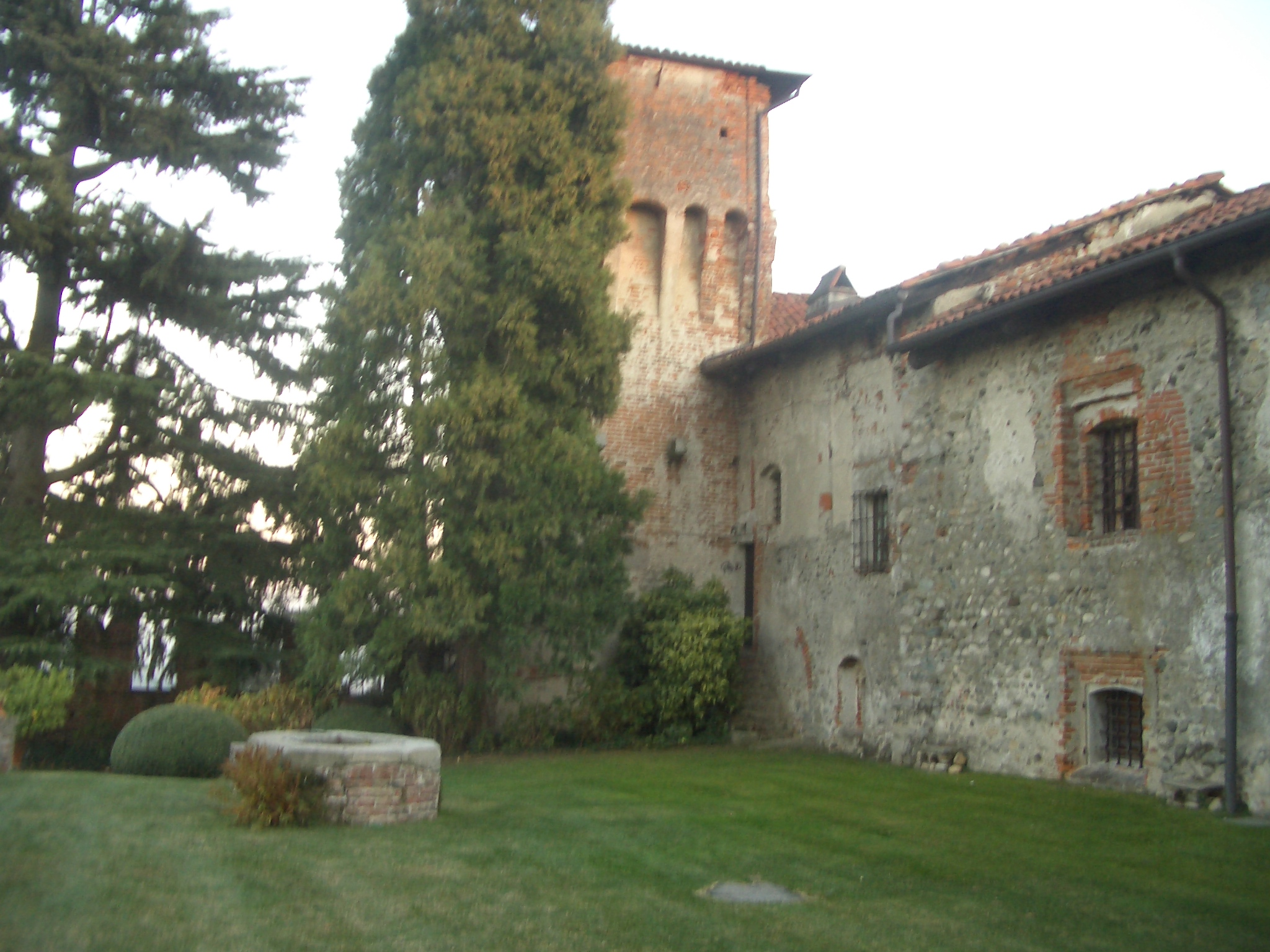
Kasteel van Moncrivello
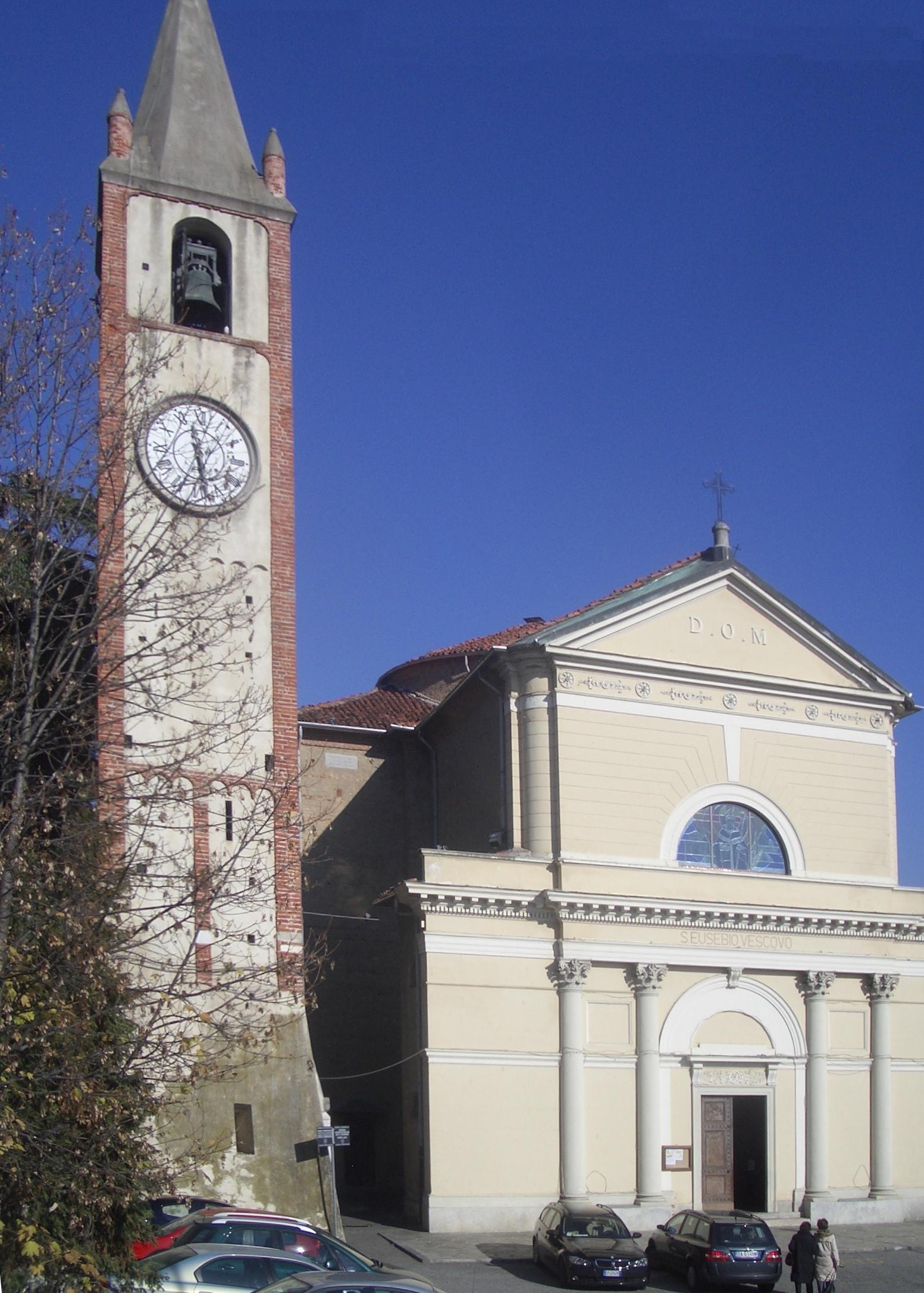
Parochiekerk van Moncrivello
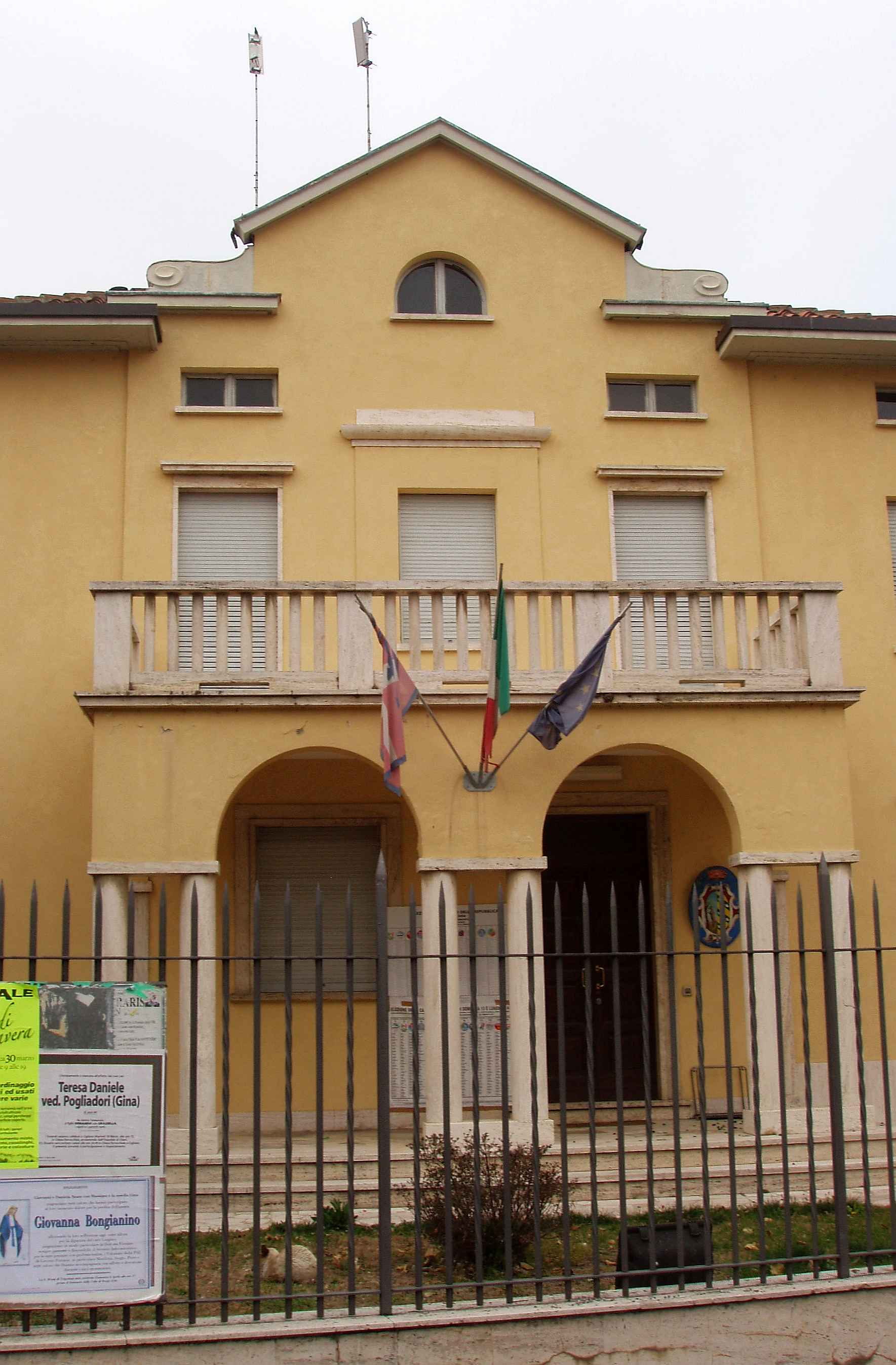
Gemeentehuis

## Demografie
Moncrivello telt ongeveer 664 huishoudens. Het aantal inwoners steeg in de periode 1991-2001 met 1,2% volgens cijfers uit de tienjaarlijkse volkstellingen van ISTAT.
| Jaar | Inwoneraantal |
| ---- | ------------- |
| 1991 | 1460          |
| 2001 | 1477          |

## Geografie
De gemeente ligt op ongeveer 206 m boven zeeniveau.
Moncrivello grenst aan de volgende gemeenten: Bianzè, Borgo d'Ale, Borgomasino (TO), Cigliano, Livorno Ferraris, Maglione (TO), Mazzè (TO), Villareggia (TO), Vische (TO).